# 吉田夏海
吉田 夏海（よしだ なつみ、1987年7月15日 - ）は、日本の女性ファッションモデル。東京都出身。プラチナムプロダクション所属（2011年より2018年4月まで）。今はフリーとして活動中。かつてはカレントに所属していた。

## 略歴
15歳の頃から雑誌『egg』に読者モデルとして登場。その後2007年から『BLENDA』の専属モデルとなる。2009年に『BLENDA』から『PINKY』に移籍するも、同誌の休刊に伴い『BLENDA』に復帰。2011年4月号（同年3月7日発売）では初の表紙を飾った。
2014年2月23日、東京マラソン2014に出場し、5時間10分3秒で完走した。

## 人物
- 日々、トレーニング、女磨き、音楽（ロック）に情熱を燃やす。
- 趣味はロック、ゲーム、ボウリング、ジム通い（トレーニング、ホットヨガ）、ネイル、買物、散歩。
- 弟がいる[3]。
- BLENDAの元同僚で現・CanCamモデルの東野佑美とは今でも仲良しで[4]、東野のブログにも度々登場している[5]。

## 作品

### 映像作品
- 吉田夏海 BOOTLEG Photo&Movie by YONE（2010年2月1日、ジェイ・ヴィジョン） - EAN 4582322830016。

## 出演

### テレビ
- ドラマ8「七瀬ふたたび」2・4・5・6話（2008年10月、NHK） - ゲスト
- easy sports（2009年6月22日 - 2009年6月26日、テレビ朝日）
- 刑事・鳴沢了〜東京テロ、史上最悪の24時間〜（2011年5月29日、フジテレビ）
- ロケハン。（2013年10月3日 - 、テレビ東京） - レギュラー
- 東京上級デート（2013年10月30日 - 、テレビ朝日） - ＃76 江戸川橋
- アダムとイヴのホンネ.TV（2013年12月5日 - 、TOKYO MX ほか） - 準レギュラー
- SNOW SWEET LIFE（2014年1月 -  3月、北海道文化放送 ほか） - レギュラー

### ネット配信
- GyaO「タレント密着24時」（2008年3月） - ゲスト
- GyaO「ハイキングウォーキングのアイドルチェキ」（2008年4月） - ゲスト
- アメーバスタジオ「ヒルホス」（2008年7月11日） - ゲスト

### イベント
- TOKYO GIRLS COLLECTION  '08A/W
- 「BLENDA PREMIUM Def Deeper’07」（2007年9月24日、スタジオコースト）
- エイベックス HOUSENATION（渋谷キャメロットコート、湘南） - DJ
- Girls Award '11S/S、'13S/S[4]

### 広告・カタログ
- 109-2 春シーズンキャンペーン広告（2008年4月より）
- SWORD FISH WEBカタログ（200年8月より）
- SBY WEBカタログ（2008年8月より）

### 通販
- ケータイ通販サイト「モバコレ」
- 通販カタログ誌「RyuRyu」

## 書籍

### 雑誌
- 「egg」読者モデル（2002年～2006年）
- 「BLENDA」レギュラーモデル（2007年4月～2009年5月、2010年～2014年）
- 「PINKY」専属モデル（2009年5月～12月）
- 「sabra」08年ブレイク美女のプライベートコレクション 出演（2008年2月号）